# Kuala Lumpur Kepong Berhad
Kuala Lumpur Kepong Berhad (KLK) er malaysisk multinational koncern indenfor plantagebrug, kemi, ejendomsudvikling og detailhandel. Koncernens primære forretningsområde er plantagebrug med oliepalmer og gummitræer og efterfølgende raffinering af produkterne. De har over 250.000 hektar plantager i Malaysia og Indonesien. KLK was ranked 1858th 